# اوسوالدو بانیولی
اوسوالدو بانیولی (انگلیسی: Osvaldo Bagnoli؛ زادهٔ ۳ ژوئیهٔ ۱۹۳۵) بازیکن فوتبال اهل ایتالیا است.
از باشگاه‌هایی که در آن بازی کرده‌است می‌توان به باشگاه فوتبال اودینزه، باشگاه فوتبال هلاس ورونا، باشگاه فوتبال آ.ث. میلان، و باشگاه فوتبال اسپال اشاره کرد.